# Батон Синопский
Батон Синопский (др.-греч. Βάτων) — живший в III или II веке до н. э. античный автор исторических трудов и литературно-исторических биографий.
По словам Страбона, охарактеризовавшего написавшего «Историю Персии» Батона как одного из выдающихся людей, тот был родом из Синопы. Согласно Афинею, Батон был автором книг «Об эфесских тиранах», «О тираническом правлении Иеронима», «О Фессалии и Гемонии», «О поэте Ионе». В Суде также сообщается, что Батон написал про тирана Эфеса Пифагора. Также в Схолиях к Пиндару Батону приписывается создание «Аттической истории». Произведения Батона сохранились только в немногочисленных фрагментах — в передаче других античных писателей.